# یواس‌اس روکه (ای‌جی-۱۳۷)
یواس‌اس روکه (ای‌جی-۱۳۷) (به انگلیسی: USS Roque (AG-137)) یک کشتی بود که طول آن 177' بود. این کشتی در سال ۱۹۴۴ ساخته شد.